# Тересін (Малопольське воєводство)
Тересін (пол. Teresin) — село в Польщі, у гміні Прошовиці Прошовицького повіту Малопольського воєводства.
Населення — 297 осіб (2011).
У 1975-1998 роках село належало до Краківського воєводства.

## Демографія
Демографічна структура станом на 31 березня 2011 року:
|          | Загалом | Допрацездатний вік | Працездатний вік | Постпрацездатний вік |
| -------- | ------- | ------------------ | ---------------- | -------------------- |
| Чоловіки | 140     | 24                 | 102              | 14                   |
| Жінки    | 157     | 30                 | 91               | 36                   |
| Разом    | 297     | 54                 | 193              | 50                   |